# After the Storm
After the Storm är det fjärde studioalbumet av den amerikanska sångaren och låtskrivaren Monica. Albumet släpptes den 17 juni 2003 av J Records efter att ha spelats in under en period på tre år. Albumet var en omarbetning av Monicas tredje studioalbum All Eyez on Me (2002). Albumet hade förblivit outgivet på de flesta musikmarknader till följd av de måttliga framgångarna med huvudsingeln "All Eyez on Me" (2002) och att albumet, efter utgivningen i Japan, snabbt kommit ut på fildelningssidor vilket ledde till kraftig bootlegging. Monica bestämde sig för att skrota majoriteten av de tidigare inspelade materialet till fördel för Missy Elliots kompositioner som därav fick en nyckelroll i skapandet av After the Storm.
After the Storm gick in på förstaplatsen på amerikanska mainstreamalbumlistan Billboard 200 och blev därmed Monicas första och enda album att göra det. Under premiärveckan såldes albumet i 186 000 exemplar och fortsatte därefter att sälja hälsosamt vilket gav Monica ett guldcertifikat av Recording Industry Association of America. I november 2014 hade albumet sålt 1 070 000 exemplar i USA och blev följaktligen ett av Monicas bästsäljande album i karriären. After the Storm genererade musiksinglar som hade framgångar på flera Billboard-listor, däribland R&B-ettan "So Gone" som även nådde topp-tio på mainstreamlistan Billboard Hot 100.
After the Storm har beskrivits som ett "definierande ögonblick" i Monicas musikkarriär.

## Bakgrund
Efter utgivningen av Monicas andra studioalbum The Boy Is Mine (1998) medverkade hon på "I've Got to Have It", en samarbete med Jermaine Dupri och rapparen Nas till den amerikanska långfilmen Big Momma's House. Monica tog därefter ett uppehåll från sin musikkarriär. Under uppehållet dedikerade hon sin tid till att medverka som skådespelare i J. J. Abrams' primetime-drama Felicity. Hon medverkade även på långfilmen Boys and Girls och fick en av huvudrollerna i MTV:s dramaserie Love Song. I en intervju med MTV News i juni år 2000 under marknadsföringen av Oscar Mayers talangtävling Jingle Jam Talent Search berättade Monica att hon planerade att påbörja arbetet på ett tredje studioalbum under sommaren och att en första singel var beräknad att släppas i oktober samma år.
Följande månad pausade Monica arbetet på albumet efter att hennes nära vän och tidigare pojkvän Jarvis "Knot" Weems begick självmord. Weems låste in sig i sin bil och sköt sig själv i huvudet samtidigt som Monica försökte komma in i bilen tala honom till rätta. Knot lämnade en dotter från ett tidigare äktenskap efter sig som Monica tog sig an vårdnaden om. Flera ytterligare traumatiska livshändelser drabbade Monica under samma tidsperiod. Hennes kusin och bästa vän Selena Glenn avled till följd av ett pulsåderbrock och att hennes tidigare pojkvän, rapparen Corey Miller, dömdes för mordet på ett 16-årigt fan. Händelserna gjorde att Monica drabbades av en svår depression och under perioder slutade hon att sova, äta och dricka. Hon fortsatte till sist arbetet på albumet under hösten år 2001 med sina tidigare producenter som Dallas Austin, den danska duon Soulshock & Karlin, Jermaine Dupri och Rodney Jerkins och hans Darkchild-team. Hennes tredje album, med titeln All Eyez on Me släpptes i Japan i oktober 2002. Albumet skulle ha släppts i juli 2002 i USA men datumet senarelades till först september och sedan november. När albumet till sist skulle släppas hade det redan kommit ut på fildelningssidor vilket ledde till kraftig bootlegging. Dessutom hade projektets två singlar "All Eyez on Me" och "Too Hood" haft minimala framgångar på singellistorna.

## Inspelning och koncept
Under tidiga 2000-talet skedde stora förändringar på musikmarknaden och amerikansk urban-radio lutade alltmer mot hiphop och tuffare artisteri. J Records önskade därför att Monica skulle omarbeta All Eyez on Me med nya producenter, vilket följaktligen ledde till att albumet i sin originalform aldrig fick någon utgivning i USA. Projektets huvudsingel "All Eyez on Me" hade en lättsam och glad pop-framtoning och skivbolaget var rädda att låten vilselett Monicas publik och fått dem att tro att hon försökte frigöra sig från sina R&B-rötter. Monica gick med på att återvända till inspelningsstudion och skivbolagets investeringar i projektet ökade därmed markant. Samtidigt anställdes Missy Elliot för att arbeta fram nya låtar med Monica. Elliot hade dessförinnan haft stora framgångar med sitt album Under Construction (2002). Duon hade inte arbetat tillsammans tidigare men "klickade" omedelbart efter deras första möte i en inspelningsstudio i Miami, Florida, efter att Elliot spelat demolåtar med "old-school" soul för henne. Efter flera misslyckade studiobokningar dessförinnan hade Monica blivit alltmer frustrerad över att albumet inte tog form och reflekterade vad hon ville göra artistiskt.
Elliot spelade in tre hela låtar med Monica vilka blev en markant förändring i albumets sound och gjorde att J Records bytte ut den tidigare chefsproducenten Jermaine Dupri i fördel för Elliot. Monica spelade in ytterligare material med producenterna BAM & Ryan, Jasper DaFatso och Jazze Pha och gästades av rapparna DMX, Dirtbag, Busta Rhymes och Mia X samt sångarna Tweet och Tyrese. Mýa som var på samma skivbolag som Monica, var planerad att sjunga på en av låtarna men ersattes av Faith Evans. Låten exkluderades dessvärre från albumets slutgiltiga låtlista. Fram till färdigställandet var albumet fortfarande tänkt att heta All Eyez on Me men Monica ändrade sig i sista stund och ville ha en ny titel som reflekterade den personliga turbulensen hon genomlidit åren innan. Hon berättade för Jet Magazine år 2003: "Jag ville att albumet skulle bli som mitt vittnesmål". I en annan intervju utvecklade hon: "Jag känner mig välsignad att fortfarande vara här efter allt jag varit med om. Jag ville dela med mig av vissa saker till människor. Inte så mycket vad exakt jag varit med om, utan hur jag tog mig igenom det." Monica sammanfattade: "Det är vad albumet reflekterar [...] Det är anledningen till att jag bestämde mig för den nya titeln After the Storm". En tid senare, år 2016, erbjöd Monica ytterligare introspektion: "Allt med After the Storm handlade om mitt liv efter alla motgångar. Albumet blev klart efter att jag kände mig tillräckligt hel för att klara av att göra ett nytt album."

## Låtlista
| 1.           | "Intro"                                            | Missy Elliott, Craig Brockman                                                                          | Missy Elliott                     | 1:04  |
| 2.           | "Get it Off"                                       | M. Elliott, Herbet Jordan, C. Brockman, Steve Standard                                                 | Missy Elliott, DJ Scratch         | 4:19  |
| 3.           | "So Gone"                                          | M. Elliott, Kenneth Cunningham, Jamahl Rye, Zyah Ahmounel                                              | M. Elliott, Spike & Jamahl        | 4:02  |
| 4.           | "U Should've Known Better"                         | Monica Arnold, Jermaine Dupri, Harold Lilly                                                            | Jermaine Dupri, Bryan Michael Cox | 4:17  |
| 5.           | "Don't Gotta Go Home" (feat. DMX)                  | Antoine Macon, Ryan Bowser, Earl Simmons                                                               | BAM and Ryan                      | 3:55  |
| 6.           | "Knock Knock"                                      | M. Elliott, Kanye West, Lee Hatim                                                                      | M. Elliott, Kanye West            | 4:18  |
| 7.           | "Breaks My Heart"                                  | Carsten Shack, Kenneth Karlin, Shamora Crawford                                                        | Soulshock & Karlin                | 4:26  |
| 8.           | "I Wrote This Song"                                | M. Arnold, C. Shack, K. Karlin, Shamora Crawford, D. Sharpe, Shuggie Otis                              | Soulshock & Karlin                | 3:48  |
| 9.           | "Ain't Gonna Cry No More"                          | M. Arnold, Fred Jerkins III, LaShawn Daniels                                                           | Rodney "Darkchild" Jerkins        | 4:10  |
| 10.          | "Go to Bed Mad" (featuring Tyrese)                 | A. Macon, R. Bowser, Andre "mrDEYO" Deyo                                                               | BAM and Ryan                      | 4:37  |
| 11.          | "Hurts the Most"                                   | C. Shack, Peter Biker, Shamora Crawford                                                                | Soulshock & Karlin                | 4:44  |
| 12.          | "That's My Man"                                    | M. Arnold, Jazze Pha, Johnta Austin                                                                    | Jazze Pha                         | 4:34  |
| 13.          | "So Gone" (Remix) (featuring Busta Rhymes & Tweet) | M. Elliott, Kenneth Cunningham, Jamahl Rye, Zyah Ahmounel; additional rap lyrics: Monica, Trevor Smith | M. Elliott                        | 4:20  |
| Total längd: | Total längd:                                       | Total längd:                                                                                           | Total längd:                      | 52:34 |

| 11. | All Eyez on Me | M. Arnold, L. Daniels, Quincy Jones, James Ingram | Rodney "Darkchild" Jerkins | 3:32 |

| 1. | "Too Hood" (feat. Jermaine Dupri)         | M. Arnold, J. Dupri, H. Lilly                                         | Jermaine Dupri, Bryan Michael Cox | 1:04 |
| 2. | "Down 4 Whatever"                         | M. Arnold, L. Daniels                                                 | Rodney "Darkchild" Jerkins        | 4:47 |
| 3. | "What Part of the Game" (featuring Mia X) | M. Arnold, Jasper Cameron, Mia Young, Raymond Pool Percy, Chad Butler | Jasper Da Fatso                   | 4:43 |
| 4. | "Searchin'"                               | M. Arnold, H. Lilly                                                   | Bryan Michael Cox, Harold Lilly   | 4:38 |
| 5. | "So Gone" ((musikvideo))                  |                                                                       |                                   |      |

## Listor
| Lista (2003)                                 | Topp position |
| -------------------------------------------- | ------------- |
| Kanadas albumlista                           | 6             |
| Amerikanska Billboard 200                    | 1             |
| Amerikanska Billboard Top Internet Albums    | 1             |
| Amerikanska Billboard Top R&B/Hip-Hop Albums | 2             |

## Utgivningshistorik
| Region         | Datum             | Skivbolag |
| -------------- | ----------------- | --------- |
| USA            | 17 juni 2003      | J         |
| Kanada         | 24 juni 2003      | J         |
| Storbritannien | 30 juni 2003      | J         |
| Europa         | 21 september 2004 | J         |